# Agence suédoise de recherche pour la défense
L’Agence suédoise de recherche pour la défense (en suédois : Totalförsvarets forskningsinstitut, FOI) est une agence gouvernementale suédoise responsable de recherche et développement en matières de sécurité. 
Elle est créée en 2001 en fusionnant deux anciens organismes, l'institut de recherche de la défense (Försvarets forskningsanstalt, FOA) et l'Institut de recherche aéronautique (en) (Flygtekniska försöksanstalten, FFA). Elle est rattachée au ministère de la Défense. Son siège est situé à Kista, Stockholm et elle dispose d'antennes à Grindsjön au sud de Stockholm, ainsi qu'à Linköping et Umeå. 
Les activités du FOI englobent la recherche, le développement de technologie et d'analyses, principalement pour la défense militaire, mais également en cas de situations d'urgence civiles. 
FOI ne s'occupe pas de renseignement, ce qui est la tâche de la Service d'intelligence militaire et de sécurité suédois (MUST).
En 2011, la FOI employait environ 950 personnes.